# André Simon (kierowca)
André Constant Simon (ur. 5 stycznia 1920 w Paryżu, zm. 11 lipca 2012 w Évian-les-Bains) – francuski kierowca wyścigowy.

## Życiorys
Simon był synem właściciela warsztatu i agencji w La Varenne. Jego ojciec zmarł w 1929 roku i opiekę nad nim od tej pory sprawował jego wuj. W wieku 13 lat rozpoczął pracę w rodzinnym warsztacie. Po II wojnie światowej pożyczył pieniądze, za które kupił Talbota-Lago. W kwietniu 1948 roku w Montlhery wygrał pierwszy wyścig, w jakim wystartował. Następnie na sierpniowe Grand Prix du Comminges pożyczył od przyjaciela Delahaye'a. W 1949 roku za namową Eugène'a Chabouda wziął udział w wyścigu 24h Le Mans.
W 1950 roku Amédée Gordini zatrudnił Simona jako kierowcę Formuły 2, gdzie jeździł także rok później. W 1951 roku zadebiutował w barwach Equipe Gordini w Formule 1 podczas Grand Prix Francji. W 1952 roku przeszedł do Ferrari, gdzie jednak ścigał się bez sukcesów. Pod koniec 1952 roku zachorował i powrócił do ścigania Gordinim w maju 1954 roku. W 1955 roku zastąpił w Mercedesie kontuzjowanego Hansa Herrmanna podczas Grand Prix Monako. Ostatnim jego wyścigiem w Mistrzostwach Świata Formuły 1 było Grand Prix Włoch 1957.
Po Formule 1 ścigał się samochodami sportowymi Ferrari, a w latach 1960–1964 odnosił zwycięstwa w wyścigach i rajdach. Wycofał się ze ścigania pod koniec 1965 roku. W 1966 roku brał udział w poważnym wypadku samochodowym, po którym przez dwa tygodnie leżał w śpiączce. Po dojściu do zdrowia do 1984 roku prowadził rodzinny warsztat.
Zmarł po krótkiej chorobie 11 lipca 2012 w Évian-les-Bains.

## Wyniki w Formule 1
| Legenda oznaczeń w tabelach wyników Wyświetl szablon na nowej stronie | Legenda oznaczeń w tabelach wyników Wyświetl szablon na nowej stronie                                                                     |
| Oznaczenie                                                            | Wyjaśnienie |
| --------------------------------------------------------------------- | --- |
| Złoty                                                                 | Zwycięzca lub mistrzostwo |
| Srebrny                                                               | 2. miejsce lub wicemistrzostwo |
| Brązowy                                                               | 3. miejsce lub II wicemistrzostwo |
| Zielony                                                               | Ukończył, punktował (w klasyfikacji generalnej, gdy zdobył co najmniej jeden punkt na przestrzeni sezonu, poza trzema powyższymi opcjami) |
| Niebieski                                                             | Ukończył, nie punktował (w klasyfikacji generalnej, gdy nie zdobył co najmniej jednego punktu na przestrzeni sezonu)                      |
| Czerwony                                                              | Nie zakwalifikował się (NZ) |
| Czerwony                                                              | Nie prekwalifikował się (NPK) |
| Różowy                                                                | Nie ukończył (NU) |
| Różowy                                                                | Niesklasyfikowany (NS) (w klasyfikacji generalnej, gdy nie został sklasyfikowany w żadnym wyścigu sezonu)                                 |
| Czarny                                                                | Zdyskwalifikowany (DK) |
| Czarny                                                                | Wykluczony (WYK/EX) |
| Biały                                                                 | Nie wystartował (NW) |
| Biały                                                                 | Kontuzjowany (K/INJ) |
| Biały                                                                 | Wyścig odwołany (OD/C) |
| Bez koloru                                                            | Został wycofany (WYC/WD) |
| Bez koloru                                                            | Nie przybył (NP/DNA) |
| Bez koloru                                                            | Nie brał udziału w treningach (NT/DNP) |
| Bez koloru                                                            | Nie został zgłoszony (–) |
| Pogrubienie                                                           | Start z pole position |
| Kursywa                                                               | Najszybsze okrążenie wyścigu |
| †                                                                     | Nie ukończył, ale jego rezultat został zaliczony ze względu na przejechanie więcej niż 90% dystansu wyścigu.                              |
| *                                                                     | Sezon w trakcie |
| 1/2/3                                                                 | Punktowana pozycja w sprincie kwalifikacyjnym                                                                                             |
| Lista systemów punktacji Formuły 1                                    | |

| Rok  | Zespół                    | Samochód           | Silnik   | Wyniki w poszczególnych eliminacjach | Wyniki w poszczególnych eliminacjach | Wyniki w poszczególnych eliminacjach | Wyniki w poszczególnych eliminacjach | Wyniki w poszczególnych eliminacjach | Wyniki w poszczególnych eliminacjach | Wyniki w poszczególnych eliminacjach | Wyniki w poszczególnych eliminacjach | Msc. | Pkt. |
| ---- | ------------------------- | ------------------ | -------- | ------------------------------------ | ------------------------------------ | ------------------------------------ | ------------------------------------ | ------------------------------------ | ------------------------------------ | ------------------------------------ | ------------------------------------ | ---- | ---- |
| 1951 |                           |                    |          | Szwajcaria                           | Stany Zjednoczone                    | Belgia                               | Francja                              | Wielka Brytania                      | Niemcy                               | Włochy                               |                                      | 22   | 0    |
| 1951 | Equipe Gordini            | Simca-Gordini T15  | Gordini  | –                                    | –                                    | –                                    | NU                                   | –                                    | NU                                   | 6                                    | NU                                   | 22   | 0    |
| 1952 |                           |                    |          | Szwajcaria                           | Stany Zjednoczone                    | Belgia                               | Francja                              | Wielka Brytania                      | Niemcy                               | Holandia                             | Włochy                               | 25   | 0    |
| 1952 | Scuderia Ferrari          | Ferrari 500        | Ferrari  | NU1                                  | –                                    | –                                    | –                                    | –                                    | –                                    | –                                    | 6                                    | 25   | 0    |
| 1955 |                           |                    |          | Argentyna                            | Monako                               | Stany Zjednoczone                    | Belgia                               | Holandia                             | Wielka Brytania                      | Włochy                               |                                      | NS   | 0    |
| 1955 | Daimler Benz AG           | Mercedes-Benz W196 | Mercedes | –                                    | NU                                   | –                                    | –                                    | –                                    | –                                    | –                                    |                                      | NS   | 0    |
| 1955 | Officine Alfieri Maserati | Maserati 250F      | Maserati | –                                    | –                                    | –                                    | –                                    | –                                    | NU                                   | –                                    |                                      | NS   | 0    |
| 1956 |                           |                    |          | Argentyna                            | Monako                               | Stany Zjednoczone                    | Belgia                               | Francja                              | Wielka Brytania                      | Niemcy                               | Włochy                               | 38   | 0    |
| 1956 | André Simon               | Maserati 250F      | Maserati | –                                    | –                                    | –                                    | –                                    | NU                                   | –                                    | –                                    | –                                    | 38   | 0    |
| 1956 | Equipe Gordini            | Gordini T16        | Gordini  | –                                    | –                                    | –                                    | –                                    | –                                    | –                                    | –                                    | 9                                    | 38   | 0    |
| 1957 |                           |                    |          | Argentyna                            | Monako                               | Stany Zjednoczone                    | Francja                              | Wielka Brytania                      | Niemcy                               | Włochy                               | Włochy                               | 38   | 0    |
| 1957 | Scuderia Centro Sud       | Maserati 250F      | Maserati | –                                    | NZ                                   | –                                    | –                                    | –                                    | –                                    | –                                    | –                                    | 38   | 0    |
| 1957 | Ottorino Volonterio       | Maserati 250F      | Maserati | –                                    | –                                    | –                                    | –                                    | –                                    | –                                    | –                                    | 112                                  | 38   | 0    |

1 – samochód współdzielony z Giuseppe Fariną.
2 – samochód współdzielony z Ottorino Volonterio.